# 척후순양함

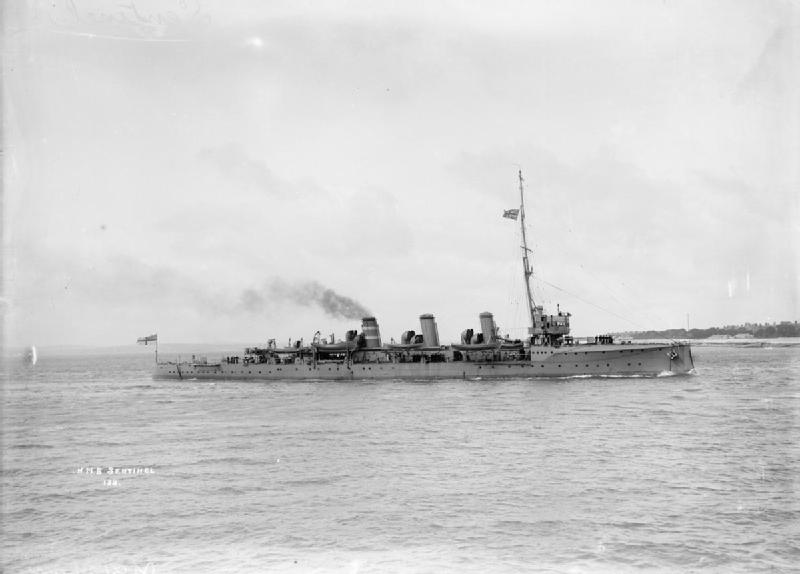
HMS 센티널.

척후순양함(scout cruiser)은 20세기 초의 군함 함종으로, 경순양함보다 작고 경무장했지만 구축함보다는 크고 중무장한 것이다. 주로 함대 척후임무를 수행하거나 또는 구축함전단을 지휘하는 향도함 역할을 했다. 척후순양함은 구경 76 mm-120 mm의 구축함 함포 6-10문 정도에 어뢰발사관 2-4문으로 무장했다.